# Kom-rem
Els kom-rem són un poble de Manipur que viu a la part central de l'est del país. Som d'origen tibetano-birmà i parlen una llengua pròpia.
La seva organització representativa és la Convenció Popular Kom Rem.